# Bataille de Montichiari (1373)
Ligue pontificale contre les Visconti
La bataille de Montichiari (mai 1373) est l'un des épisodes les plus importants de la guerre menée par la Ligue pontificale de Grégoire XI contre les Visconti pour préparer son retour à Rome. 
Le but du pape était de réduire complètement les potentats de Milan, chefs traditionnels des Gibelins, qui faisaient peser une menace constante sur les territoires des États pontificaux.

## Une défaite qui se transforme en victoire

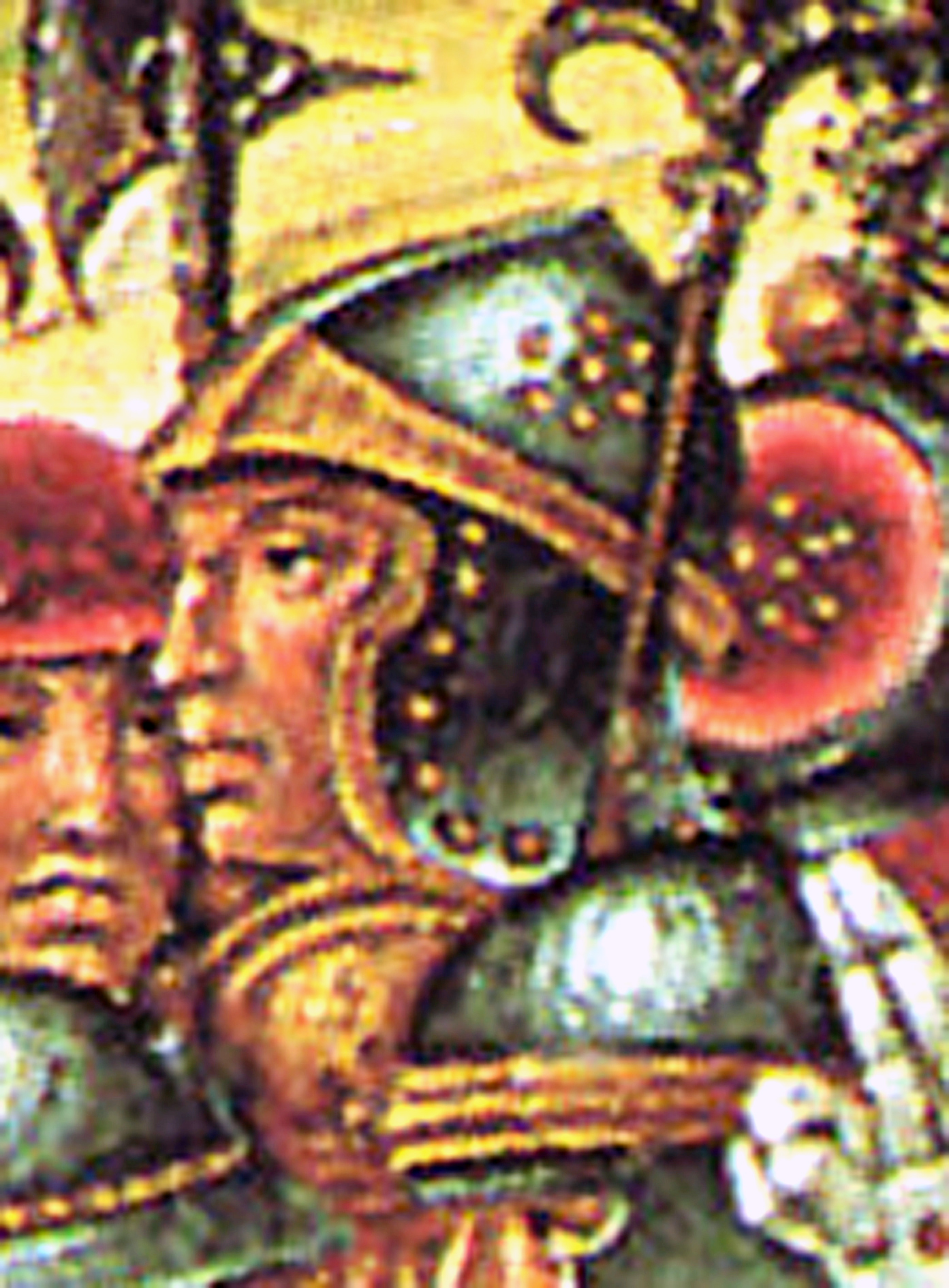
Raymond de Turenne
par Girolamo di Benvenuto
fresque de l’Ospedale Santa-Maria della Scala à Sienne

Au début mai 1373, à Montichiari, près du Chiese, Raymond de Turenne et Othon de Brunswick assiègent une forteresse tenue par les Milanais. L’affaire est d’autant plus importante que dans celle-ci sont retranchés Galéas de Saluces, Barnabé et Jean-Galéas Visconti. Les capitaines pontificaux sont rejoints par John Hawkwood, Enguerrand de Coucy, Galeotto Malatesta et Hugolin de Savignac. Les forces de la Ligue s’élèvent alors à 700 lances et 400 archers. 

### La faute d'Enguerrand de Coucy

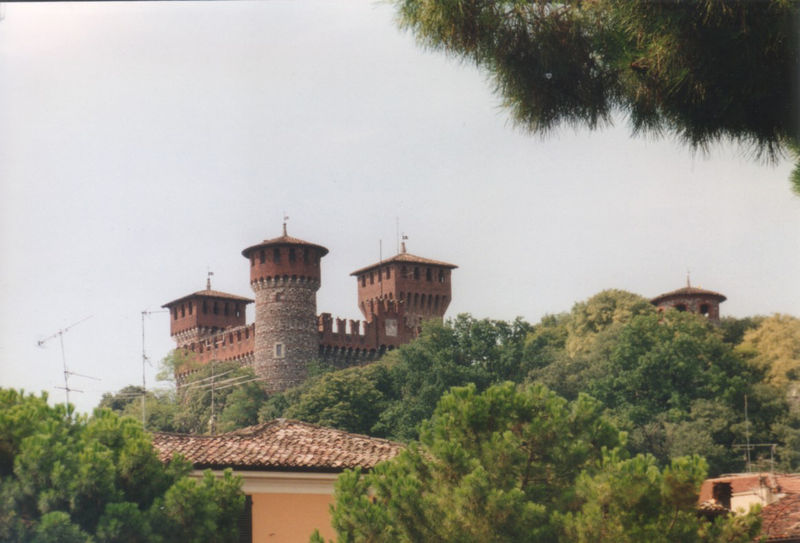
Le château de Montichiari

Le 7 mai, les troupes de Francesco d'Este (it), à la solde de Jean-Galéas, et la compagnie d’Anichino de Baumgarten surprennent l’armée pontificale. Enguerrand de Coucy contre-attaque avec son habituelle furia francese. Cette fougue inconsidérée fait tourner la bataille en défaite. Les troupes de la Ligue ployant sous le nombre, 1 500 lances et 3 000 hommes d’armes, sont mises en fuite et poursuivies jusqu’au château de Gavardo, près du lac de Garde. Il y a près de 700 morts des deux côtés tandis que 500 cavaliers et 700 hommes d’armes de la Ligue sont capturés. Du côté des Milanais, seuls Andrea et Romeo Pepoli ont été faits prisonniers. Mais Hawkwood et Amanieu de Pomiers ont contraint Jacopo dal Verme à faire retraite vers Crémone.

### John Hawkwood rétablit la situation
Le 8 mai, la Ligue transforme sa défaite en victoire à Gavardo. John Hawkwood et sa Compagnie surprennent les troupes viscontiennes s’avançant à découvert et en désordre sur le pont de bois du Chiese. Les Anglais sont rejoints par Enguerrand de Coucy, Nicolas d’Este, Othon de Brunswick, Raymond de Turenne, Louis de Valentinois et Nicolas Roger de Beaufort. Les 600 pontificaux écrasent les forces milanaises, fortes de 1 000 hommes d’armes, 300 archers et de nombreux piétons, sur le pont et les rives du Chiese.

### Une victoire à la Pyrrhus
Dans ce carnage, sont capturés François d’Este, Hugolin et Galéas de Saluces, Castellino Beccaria, Gabriotto de Canossa, Federigo Gonzague, Francesco da Sassuolo, Beltramo dei Rossi, Balzarino Pusterla, Rosso de Parme, Gianvannola de Casate qui paieront pour leur rançon 100 000 ducats. Jean-Galéas Visconti, jeté à terre, est près d’être fait prisonnier par Raymond de Turenne. Mais l’un de ses fidèles lui offre son cheval et il réussit à fuir. En dépit de la victoire, l’âpreté de la bataille a été telle que Hawkwood et sa Compagnie se retirent à Bologne par le Parmesan, dans l’attente surtout que l’Église envoie les soldes. Othon de Brunswick rentre au Montferrat, Amanieu de Pomiers rejoint le Piacentinois et Coucy se rend à Modène chez le marquis d’Este avec Raymond de Turenne.

### Le chef de la Ligue temporise

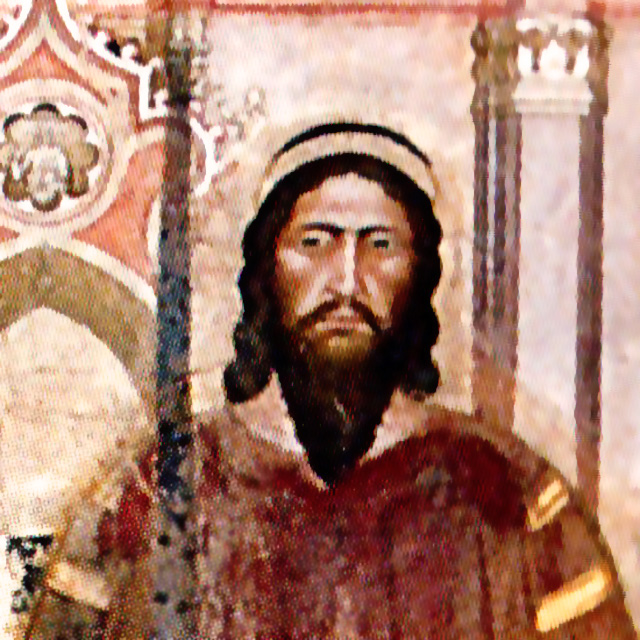
Le Comte Vert, Amédée VI de Savoie, chef de la Ligue

La victoire est d’importance. Grégoire XI, malgré les sollicitations de Charles V, refuse de faire la paix. Le 25 mai, le pape félicite Hawkwood et Coucy et il leur intime de se joindre à Amédée VI de Savoie dans la Lombardie supérieure afin que les ennemis ne puissent reprendre confiance. Ce même jour, le Comte Vert qui fait croire qu’il est déconfit de ne pas avoir combattu à Montichiari, reste cantonné à Gorlago avant de se replier sur Ciserano puis Mapello.
Le 29 mai 1373, Grégoire XI, inquiet, demande à Lapo Ricasoli d’être mis au courant des intentions d’Amédée VI pour Bergame. En dépit de ses proclamations guerrières, le comte de Savoie, chef de la Ligue, préfère tempérer les ordres pontificaux et préserver ses intérêts auprès des Visconti auxquels il est allié par son épouse.